# كوم القدح
قرية كوم القدح هي إحدى القرى التابعة لمركز أبو المطامير في محافظة البحيرة في جمهورية مصر العربية. حسب إحصاءات سنة 2006، بلغ إجمالي السكان في كوم القدح 8312 نسمة، منهم 4110 رجل و4202 امرأة.